# Epe (Nigeria)
Pour les articles homonymes, voir Epe.
Epe est une zone de gouvernement local (LGA) de l'État de Lagos au Nigeria.
La pêche est la principale activité d'Epe. La ville est desservie par des écoles secondaires, plusieurs hôpitaux et un bureau de santé.

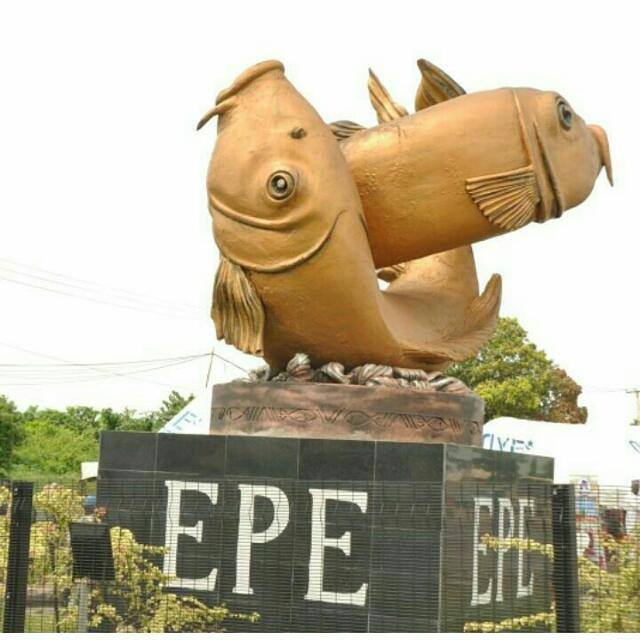
Statue de poissons à Epe.

Epe abrite le marché aux poissons le plus grand du genre dans l'État de Lagos.

## Source
- (en) Cet article est partiellement ou en totalité issu de l’article de Wikipédia en anglais intitulé « Epe, Lagos » (voir la liste des auteurs).